# Nicolaes van Borsele
Nicolaes van Borselen of Nicolaus de Bersalia (ca. 1210 - voor 1263) wordt de stamvader genoemd van de heren van Borsele, barons van Veere.

## Geschiedenis
Voor hem waren er al voorouders die een notabele status hadden bereikt, aangezien Nicolaes geciteerd werd als ridder en heer van Borsele. Maar over hen is niets bekend, zodat hij het vertrekpunt is geworden voor de genealogieën gewijd aan deze familie.
Hij leefde in de regeerperiode van Willem II van Holland. Zijn naam komt voor in oorkonden vanaf 1243 tot 1258. Uit een oorkonde van 1263 van een door Floris V toegekende tolvrijheid voor Goes, aan de oudste zoon Peter, heer van Borselen en Goes, kan worden afgeleid dat Nicolaes al overleden was.
De naam van zijn echtgenote is niet bekend. Zijn twee zoons die voor nageslacht zorgden waren de ridders Peter van Borselen en Hendrik Wisse van Borselen. Hij had ook een dochter, over wie verder niets geweten is.
Van de twee zoons, hoofdzakelijk van de tweede, stammen de verschillende takken van de familie van Borselen af:
- heren van Vere,
- heren van Brigdamme,
- heren van Souburg,
- heren van Sint-Maartensdijk,
- heren van Cortgene,
- heren van Schellach,
- heren van Spreeuwesteijn,
- heren van Clevendamme.